# Kunstkopfindianer
Kunstkopfindianer – album muzyczny nagrany przez niemieckiego pianistę jazzowego Wolfganga Daunera  oraz towarzyszących mu muzyków: austriackiego saksofonistę Hansa Kollera, polskiego skrzypka i saksofonistę Zbigniewa Seiferta, polskiego perkusistę Janusza Stefańskiego oraz austriackiego basistę Adelharda Roidingera.
LP z muzyką określaną jako world fusion, nagrany został 21-23 stycznia 1974 w Tonstudio Bauer w Ludwigsburgu dla niemieckiej wytwórni MPS Records, która wydała go w 1974 (a wznowiła na CD w 2003).

## Muzycy
- Wolfgang Dauner – fortepian, fortepian elektryczny, syntezator, nagoya harp
- Hans Koller – saksofon sopranowy i tenorowy
- Zbigniew Seifert – saksofon altowy, skrzypce
- Janusz Stefański – perkusja
- Adelhard Roidinger – kontrabas, gitara basowa

## Lista utworów
Strona A
| 1. | „Kunstkopfindianer” (Wolfgang Dauner) | 9:03  |
|    |                                       |       |
| 2. | „Suomi” (Adelhard Roidinger)          | 2:34  |
|    |                                       |       |
| 3. | „Nom” (Adelhard Roidinger)            | 6:27  |
|    |                                       |       |
|    |                                       | 18:04 |
|    |                                       |       |
Strona B
| 1. | „Ulla M. & 22/8” (Hans Koller) | 11:47 |
|    |                                |       |
| 2. | „Adea” (Zbigniew Seifert)      | 6:21  |
|    |                                |       |
|    |                                | 18:08 |
|    |                                |       |

## Informacje uzupełniające
- Producent – Hans Koller
- Inżynier dźwięku – Martin Wieland
- Dyrektor nagrań – Willi Fruth
- Projekt okładki i zdjęcia – Frieder Grindler
- Zdjęcia – Jörg Becker